# Speedy Gonzales (Lied)

Pat Boones Erfolg auf Dot 16368

Speedy Gonzales, ursprünglich der Name einer Zeichentrick-Maus, ist auch der Titel eines englischsprachigen Popsongs, der Anfang der 1960er Jahre von dem Autorenteam Buddy Kaye, David Hill alias David Hess und Ethel Lee geschrieben wurde. In der Version mit Pat Boone kam der Song in die Billboard-Hot 100, Rex Gildo erreichte mit einer deutschsprachigen Version in Deutschland einen Nummer-eins-Erfolg.

## Originalversion
Während in der Filmversion die mexikanische Maus Speedy Gonzales dauernd auf der Flucht vor ihren Verfolgern ist, fleht im Lied die Mausdame Rosita ihren Gonzales an, mit der Herumtreiberei aufzuhören und sich lieber um das desolate Heim zu kümmern. In kurzen gesprochenen Sequenzen versucht Gonzales seine Rosita zu beruhigen. Die US-Plattenfirma RCA Victor veröffentlichte im März 1961 die erste Version des Kaye-Hill-Lee-Songs Speedy Gonzales mit dem Co-Autor David Hess, der auf der Single als David Dante auftrat. Die Platte konnte sich in den landesweiten US-Charts nicht platzieren.

## Version mit Pat Boone

### USA
Am 16. Mai 1962 produzierte Randy Wood in den Studios von Radio Recorders Hollywood mit Pat Boone eine neue Version von Speedy Gonzales. Die Backgroundmusik wurde von Billy Vaughn geleitet, von der Sängerin Robin Ward stammen die kurzen Refraineinschübe. Im selben Monat veröffentlichte die Plattenfirma Dot Records Speedy Gonzales zusammen mit dem Titel The Locket auf der Single Nr. 16368. Am 16. Juni 1962 wurde Speedy Gonzales zum ersten Mal in den Hot 100 des US-Musikmagazins Billbord notiert (Platz 80). Am 28. Juli erreichte der Titel mit Platz sechs in den Hot 100 seine beste Platzierung. Insgesamt war Speedy Gonzales 13 Wochen in den Hot 100 vertreten.

### International
Im Gegensatz zu den USA, wo Speedy Gonzales nicht zum absoluten Tophit wurde, erreichte Pat Boone in mehreren anderen Ländern (z. B. Deutschland, Italien, Niederlande, Norwegen) Platz eins in den Hitlisten. In Deutschland wurde die Single mit Speedy Gonzales (B-Seite wie in den USA The Locket) vom britischen Label London Records unter der Katalognummer 20637 vertrieben und kam im Juli 1962 auf den Markt. Am 4. August erschien Speedy Gonzales zum ersten Mal in den Top 50 der Fachzeitschrift Musikmarkt und erreichte am 22. September Platz eins, wo der Titel neun Wochen verharrte. Insgesamt behauptete sich Speedy Gonzales 25 Wochen in den Top 50. Die deutsche Plattenindustrie zeichnete den Titel mit der Goldenen Schallplatte für 500.000 verkaufter Exemplare aus. Auch in Großbritannien vertrieb London Records die Single Speedy Gonzales / The Locket (Kat.-Nr. 9573). Dort erschien sie ebenfalls im Juli 1962, und der Titel Speedy Gonzales tauchte erstmals am 14. Juli in den Top Thirty des New Musical Express auf. Am 3. August erreichte er mit Platz zwei seine beste Notierung und blieb insgesamt 14 Wochen in den Top Thirty.
Singles mit Pat Boones Speedy Gonzales wurden weltweit fast ausschließlich von den Labels London und Dot vertrieben.

## Coverversionen (Kaye-Hill-Lee-Version)

Nr.-1-Hit mit Rex Gildo auf Electrola

Nach Pat Boones Erfolg erschienen zeitnah zahlreiche Coverversionen sowohl in den USA als auch in anderen Ländern, zum Teil in den einheimischen Sprachen. In den USA coverte die unbekannte Gruppe The Del-Knights den Titel, in Großbritannien sang ihn der auf Coverversionen spezialisierte Redd Wayne. In Frankreich schrieb Danyel Gérard einen französischen Text für mehrere Interpreten, u. a. auch für Dalida. Wirklich erfolgreich waren nur Peppino di Capri, der 1963 mit seiner italienischen Fassung Platz eins in Italien erreichte, und Rex Gildo in Deutschland.
Dessen deutschen Text hatten Alexander Gordan und Gerhard Hämmerling (unter dem Pseudonym Charles Gerard) verfasst. Im Gegensatz zur englischen Version wird im Deutschen aus Gonzales ein Frauenheld, der einem Catcher-König die Frau ausspannt. Die deutsche Plattenfirma Electrola brachte diesen Titel im Juli 1962 mit der Katalognummer 22231 auf den Markt, zunächst als Kleiner Gonzales, der aber bald darauf in den Originaltitel abgeändert wurde. In der Musikmarkt-Zeitschrift wurde Rex Gildo stets zusammen mit Pat Boone bewertet, beide belegten gemeinsam vom 22. September bis 17. November 1962 den ersten Platz in den Top 50. Die Jugendzeitschrift Bravo verfuhr ähnlich, hatte aber am 11. September zunächst nur Rex Gildo in der Wertung, während Pat Boone erst am 30. Oktober bewertet wurde, da allerdings gleich zusammen mit Rex Gildo auf Platz eins, den beide fünf Wochen lang behaupteten.
Weitere deutsche Coverversionen wurden mit Lou van Burg (Polydor 24886), Jimmy Fields, alias Teddy Parker (Tempo 873), Alexander Gordan (Universum 54844) und Caterina Valente/Silvio Francesco (Decca 19368) veröffentlicht. 1974 erschien eine Coverversion des Österreichers Peter Alexander auf dessen Album Peter Alexander serviert Weltschlager.